# نشان برجسته افتخار
نشان برجسته افتخار (روسی: орден «Знак Почёта») یک جایزه غیرنظامی اتحاد جماهیر شوروی بود که از سال ۱۹۳۵ تا ۱۹۸۸ اهدا شده‌است.

## دریافت‌کنندگان سرشناس
- Alisa Aksyonova
- سوتلانا الکسیویچ
- Araxie Babayan
- Vadim Bakatin
- Fyokla Bezzubova
- واسیلی بلوخین
- Evdokia Bobyleva
- Oleg Bogomolov
- Mariya Borodayevskaya
- Boris Dobrodeev
- Ivan Dubasov
- Alaksandar Dubko
- Kim Pen Hwa
- Faina Kotkowa
- ویاچسلاف فتیسوف
- میخائیل گورباچف
- Anna Haava
- Zulfi Hajiyev
- یاروسلاف هلان
- Rufina Isakova[۱]
- Kasymaly Jantöshev
- ایوان کالیتا (سوارکار)
- Oleg Kalugin
- شاوارش کاراپتیان
- Klaudia Sergejewna Kildisheva
- سرگئی کارالیوف
- گالینا کولاکووا
- الکساندر کورلوویچ
- ویکتور کوزکین
- والنتین کوزمیچ ایوانوف
- لاریسا لاتینینا
- ولادیمیر لوتچنکو
- الکساندر مالتسف
- Leila Mardanshina
- بوریس مایوروف
- Natalya Meklin
- ناتالیا ملیکیان
- مارک میدلر
- Mariya Orlyk
- الکساندر راگولین
- Vladimir Rvachev
- Anatoliy Smirnov
- Vitali Smirnov
- پاول سوخو
- Amet-khan Sultan
- Gunsyn Tsydenova[۲]
- Tankho Israelov
- Alina Vedmid
- بوریس یلتسین
- Sorojon Yusufova
- Igor Ursov
- Shakirat Utegaziyev
- Dimitri Venediktov
- Valery Khodemchuk
- نینا ویکتوروونا پیگولوسکایا
- Eliso Virsaladze
- Alexander Aslanikashvili
- Oleksandr Mykolayovych Kovalenko
- Igor Zotikov